# Michail Kalasjnikov
Michail Timofejevitsj Kalasjnikov (Russisch: Михаил Тимофеевич Калашников) (Koerja (kraj Altaj), 10 november 1919 – Izjevsk, Oedmoertië, 23 december 2013) was een Russisch militair en wapenontwerper.

## Jeugd
Kalasjnikov werd geboren in Koerja in de autonome republiek Altaj, als zeventiende kind in een boerengezin. In de periode na zijn geboorte werd het gezin gedwongen naar Siberië te verhuizen. Na zijn schooltijd werkte hij bij een spoorwegmaatschappij. 

## Militaire carrière
In 1938 moest Kalasjnikov in militaire dienst. Hij werd in Kiev opgeleid als tankcommandant. In zijn diensttijd verbeterde hij een geweer en vond hij een teller uit waarmee kon worden vastgesteld hoe vaak een tankkanon had geschoten. In juni 1941 werd hij naar Leningrad gestuurd, maar in oktober van dat jaar raakte hij ernstig gewond tijdens de slag om Brjansk. Terwijl hij in het ziekenhuis lag, ontwierp hij zijn eerste machinepistool. Dit werd niet in productie genomen maar hij viel op als ontwerper en in 1944 ontwierp hij een zelfladende karabijn.
In 1947 kwam een verbeterde versie uit, die sindsdien bekendstaat als AK-47 (een acroniem voor Avtomat Kalasjnikova model 1947). Het wapen kwam op het gebied van betrouwbaarheid en vuurkracht als beste uit vergelijkende tests. Het wapen werd in productie genomen door de Imatsjfabrieken, en in 1949 werd de AK-47 bij het Rode Leger ingevoerd. Kalasjnikov ontving daarvoor de Stalinprijs.
In 1959 ontwikkelde Kalasjnikov een machinegeweervariant van de AK-47, die RPK-74 werd genoemd (Roechnoi Poelemjot Kalasjnikova - Kalasjnikovs Licht Machinegeweer), en de PK (Poelemjot Kalasjnikova - Kalasjnikovs Machinegeweer), die grotere patronen gebruikte. De patronen werden door een band aangevoerd, in plaats van uit een magazijn. Verder was het ontwerp vrijwel identiek. De AK-47 werd een belangrijk Russisch exportproduct. De Sovjet-Unie leverde het wapen aan allerlei bevrijdingsbewegingen. Het is een simpel wapen dat gemakkelijk is schoon te houden en dat bijna nooit weigert. Buiten de Sovjet-Unie werd het in allerlei landen vervaardigd; niet alleen in licentie, maar ook illegaal, bijvoorbeeld in kleine werkplaatsjes in Pakistan waar een groot deel van de AK-47's wordt vervaardigd. Mozambique heeft de AK-47 opgenomen in de nationale vlag en het staatswapen. Ook in het wapen van Zimbabwe en het logo van de Libanese islamitische beweging Hezbollah is een afbeelding van de kalasjnikov verwerkt.

## Onderscheidingen en latere leven
Kalasjnikov werd overladen met eerbewijzen. Naast de Stalinprijs ontving hij in 1969 ook de Leninprijs. Verder werd hij onder meer tweemaal Held van de Socialistische Arbeid (1958 en 1976), werd hij bevorderd tot kolonel in 1969 en ontving hij een eredoctoraat in 1971, drie Leninordes en nog vele medailles.
Wegens zijn twee Rode Sterren en "Held van de Socialistische Arbeid" kwam hij ook in aanmerking voor een bronzen standbeeld in zijn geboortedorp. Sinds 1980 is hij ereburger van het dorp. In 1987 werd hij tevens ereburger van Izjevsk, waar hij woonde met zijn vrouw Ilona. Het echtpaar heeft een zoon en twee dochters. De zoon is ook wapenontwerper geworden. De wapens worden ontworpen en geproduceerd door de IzjMechfabriek in de stad. Ook bezat hij 30% in aandelen van het Duitse Marken Marketing International (MMI) dat opgericht is door zijn kleinzoon Igor. Dit bedrijf vernieuwde handelsmerken en produceert merchandises die de naam Kalashnikov dragen zoals wodka, parasols en messen. Op 20 september 2004 presenteerde hij in Londen de Kalasjnikov-wodka aan het grote publiek. De Russische Federatie eerde hem met de Orde van Sint-Andreas de Eerstgeroepene, de IIe Klasse van de Orde van Verdienste voor het Vaderland en de Held van de Russische Federatie. Venezuela onderscheidde hem met de Ster van Carabobo.

## Ontworpen vuurwapens
Tijdens zijn carrière ontwierp Kalasjnikov ongeveer 150 vuurwapens. De meest bekende daarvan zijn:
- AK-47
- AKM
- AK-74 / AKS-74U / AK-74M / AKS-74
- AK-101 / AK-102
- AK-103 / AK-104
- AK-105
- AK-12
- RPK / RPK-74
- PK / PKM / PKP
- Saiga halfautomatisch geweer